# Horst Poller
Horst Arno Poller (* 3. Mai 1926 in Selb; † 2. Oktober 2018 in Leonberg) war ein deutscher Verleger, Publizist und Politiker (CDU).

## Leben
Horst Poller beantragte am 10. Februar 1944 die Aufnahme in die NSDAP und wurde zum 20. April desselben Jahres aufgenommen (Mitgliedsnummer 9.782.163). Er studierte nach Kriegsteilnahme und Gefangenschaft Agrarwissenschaften an der Technischen Hochschule München, wo er 1951 zum Dr. agr. promoviert wurde (Dissertation: Die Ursachen der Flurzersplitterung in Bayern und die Möglichkeiten zu deren Fortwirken nach der Flurbereinigung). Danach studierte er Volkswirtschafts- und Betriebswirtschaftslehre an der Albert-Ludwigs-Universität Freiburg. An der dortigen rechts- und staatswissenschaftlichen Fakultät wurde er 1957 zum Dr. rer. pol. promoviert (Dissertation: Kostenrechnung bei konkurrierender Produktion: Dargestellt am Beispiel eines feinmechanischen Betriebes).
Nach seiner Eheschließung arbeitete Poller von 1952 bis 1964 als Direktionsassistent, Verkaufsleiter und Prokurist bei der Gebrüder Junghans AG, einem Uhrenhersteller mit Sitz in Schramberg. Im Anschluss zog er nach Stuttgart-Degerloch, wo er zunächst als Geschäftsführer eines Handelsbetriebes und später als Geschäftsführer in der Holding eines Verlagskonzerns tätig war. Er war in Stuttgart geschäftsführender Gesellschafter im Verlag Bonn Aktuell und im Verlag Inter-Media GmbH. 1972 machte er sich mit dem Horst Poller Verlag selbständig. Darüber hinaus war er Mitglied des Aufsichtsrates der Medien- und Filmgesellschaft Baden-Württemberg, stellvertretender Vorsitzender der RKW-Landesgruppe Baden-Württemberg und von 1990 bis 2008 Vorsitzender des Haus- und Grundbesitzervereins in Stuttgart.
Poller trat 1958 in die CDU ein und wurde bei der Landtagswahl 1976 über ein Direktmandat des Wahlkreises Stuttgart IV als Abgeordneter in den Landtag von Baden-Württemberg gewählt, dem er bis 1988 angehörte. Auch bei den Landtagswahlen 1980 und 1984 zog er jeweils als direkt gewählter Abgeordneter ins Parlament ein. Sein Aufgabenfeld umfasste vor allem die Wirtschaftspolitik.
Horst Poller war evangelisch, seit 1952 mit Lore Poller, geborene Junghans (* 1930), verheiratet. Aus der Ehe gingen die Töchter Helene und Karin sowie der Sohn Thomas Poller hervor. Horst Poller war Rotarier, lebte in Ditzingen und starb 2018 in Leonberg (Landkreis Böblingen).

## Ehrungen
- 1980: Verdienstkreuz am Bande der Bundesrepublik Deutschland, verliehen am 13. März 1980 durch Bundespräsident Karl Carstens[6]
- 1986: Goldene Adenauer-Medaille, für besondere Verdienste um die Förderung der CDU und ihrer Politik, verliehen am 13. Juni 1986 vom CDU-Kreisverband Stuttgart durch den baden-württembergischen Kultusminister Gerhard Mayer-Vorfelder.[7]
- 1988: Verdienstkreuz 1. Klasse der Bundesrepublik Deutschland, verliehen am 17. März 1988 durch Bundespräsident Richard von Weizsäcker[6]

## Veröffentlichungen
- Die Ursachen der Flurzersplitterung in Bayern und die Möglichkeiten zu deren Fortwirken nach der Flurbereinigung. Diss., TH München 1951.
- Kostenrechnung bei konkurrierender Produktion. Dargestellt am Beispiel eines feinmechanischen Betriebes. Diss., Universität Freiburg 1951.
- als Hrsg.: Politik im Querschnitt. Verlag Bonn Aktuell, Stuttgart 1977 ff.
- als Hrsg.: Handbuch der Außenwirtschaft: Wirtschaftspartner Iran. Verlag Bonn Aktuell, Stuttgart 1978, ISBN 978-3879590773.
- Die Philosophen und ihre Kerngedanken. Ein geschichtlicher Überblick. Olzog Verlag, München 2005, ISBN 978-3-7892-8271-3; 8. aktualisierte und erweiterte Auflage: Lau Verlag, Reinbek 2014, ab 10.2021 Verlag Poller Contemporary, Frankfurt a. M., ISBN 978-3-9823786-0-2.
- Bewältigte Vergangenheit. Das 20. Jahrhundert – erlebt, erlitten, gestaltet. Olzog Verlag, München 2010, ab 10.2021 Verlag Poller Contemporary, Frankfurt a. M., ISBN 978-3-9823785-2-7.
- Mehr Freiheit, statt mehr Sozialismus. Wie konservative Politik die Krisen bewältigt, die sozialistisches Wunschdenken schafft. Olzog Verlag, München 2010, ab 10.2021 Verlag Poller Contemporary, Frankfurt a. M., ISBN 978-3-9823785-3-4.
- Firma und Familie. Anmerkungen zu 150 Jahren Junghans-Uhren. Olzog Verlag, München 2011, ab 10.2021 Verlag Poller Contemporary, Frankfurt a. M., ISBN 978-3-9823785-4-1.
- Glück und Sinn - Über Ethik, Moral und Lebensführung. Olzog Verlag, München 2011, ab 10.2021 Verlag Poller Contemporary, Frankfurt a. M., ISBN 978-3-9823785-0-3.
- Utopie und Wirklichkeit - Eine kleine Kulturgeschichte der Zukunftsbetrachtung. BoD - Books on Demand 2016, ISBN 978-3-74070-742-2.